# Alberto Imperiali
Alberto Imperiali (Palombara Sabina, 5 aprile 1923 – Civitavecchia, 4 gennaio 2006) è stato un partigiano italiano.
Il padre, Francesco, si era spostato in Africa Orientale Italiana nel 1936 e fu raggiunto nel 1938 dai familiari. Alberto, allora solo quindicenne, aiutò il padre nel rifornimento di viveri ai gruppi di patrioti etiopi in lotta contro l'occupazione italiana e rimase in Etiopia anche dopo che il padre e i fratelli minori tornarono in Italia allo scoppio della seconda guerra mondiale nel 1940 (la madre era morta di cancro in Etiopia l'anno precedente). Nel 1941 viene evacuato dall'Etiopia liberata dagli inglesi e resterà in Tanganica fino al 1947.
I diari suoi e del padre e centinaia di foto che testimoniano le uccisioni compiute dagli occupanti italiani, volantini e documenti dell'epoca sono in seguito stati donati all'Istituto di studi etiopi di Addis Abeba.